# Nmixx
Nmixx (stylisé en majuscule, coréen : 엔믹스) est un girl group sud-coréen formé par SQU4D, une division de JYP Entertainment. Le groupe est composé de six membres : Lily, Haewon, Sullyoon, Bae, Jiwoo et Kyujin. Originellement composé de sept membres, Jinni quitte le groupe en décembre 2022. Le groupe a fait ses débuts le 22 février 2022, avec la sortie de son premier album Ad Mare.

## Histoire

### 2021: Annonce et présentations
Le 9 juillet 2021, JYP Entertainment a annoncé qu'un nouveau girl group ferait ses débuts en février 2022, leur premier depuis Itzy en 2019. Du 16 au 25 juillet, JYP Entertainment avait des précommandes disponibles pour une édition limitée du premier package du groupe, intitulé Blind Package, qui comprendrait le premier album du groupe et du matériel lié à l'album,. Les membres ont été révélés à travers diverses vidéos de danse et reprises de chansons, du 6 août au 19 novembre, dans l'ordre suivant : Jinni, Jiwoo, Kyujin, Sullyoon, Bae, Haewon et Lily,.

### 2022: Débuts avecAd MareetEntwurfet départ de Jinni
Le 26 janvier 2022, JYP Entertainment a annoncé que le nom du groupe serait NMIXX, après avoir été appelé JYPn. Son nom est un mot composé de la lettre "N", qui signifie «maintenant, nouveau, proche et inconnu», et du mot "mix", qui symbolise « combinaison et diversité », donnant ainsi le sens de « la meilleure combinaison pour une nouvelle ère ».
Le 2 février, il a été annoncé que le groupe ferait ses débuts le 22 février avec la sortie du single Ad Mare. Le 18 février, JYP Entertainment a annoncé que le premier showcase du groupe, qui était initialement prévu pour le 22 février, serait reporté au 1er mars, car Bae a été testée positive au COVID-19.
Le 22 février, Ad Mare est sorti, leur premier single album composé de deux chansons et de leurs deux versions instrumentales, avec le titre intitulé "O.O",.
Le 19 septembre, le groupe sort son deuxième single album Entwurf, accompagné du titre "Dice".
Le groupe a sorti sa première chanson de Noël, "Funky Glitter Christmas", le 23 novembre. Le 9 décembre, JYP Entertainment a annoncé que Jinni avait quitté le groupe et résilié son contrat en raison de circonstances personnelles, et que Nmixx continuerait en tant que groupe de six membres.

### 2023–présent: Mini-albums, tournée de showcase etfan concerts
Le 20 mars 2023, Nmixx sort leur premier mini album (EP) Expérgo, accompagné du titre "Love me Like This".
Elles ont entamé la tournée Nice to Mixx You Showcase Tour, comprenant 13 dates à travers les États-Unis et l'Asie, débutant en mai. Le 31 mai, il a été rapporté que JYP Entertainment avait élargi leur partenariat avec Republic Records pour inclure Nmixx, ainsi que Xdinary Heroes, dans leur accord de label stratégique, qui incluait précédemment Twice, Itzy et Stray Kids.
Le 11 juillet 2023, Nmixx a sorti son troisième single album A Midsummer Nmixx's Dream, composé de "Roller Coaster", chanson écrite et composée par J.Y. Park, et le titre principal "Party O'Clock". Le 20 août, JYP Entertainment a annoncé que Nmixx tiendrait son premier fan concert Nmixx Change Up: Mixx University, les 7 et 8 octobre à la Jangchung Arena de Séoul. Le groupe a ensuite tenu le concert à l'étranger à Hong Kong, Taipei et Macao en 2024.
Le 15 janvier 2024, Nmixx a sorti son deuxième EP Fe3O4: Break, avec en titre principal "Dash".Cet EP est le premier d'une trilogie. Les EPs Fe304: STICK OUT  et Fe304: FORWARD sortent respectivement le 19 août 2024 et le 17 mars 2025.
Le 17 juillet, JYP Entertainment a annoncé que le groupe tiendrait son deuxième fan concert Nmixx Change Up: Mixx Lab, du 4 au 6 octobre à la Jangchung Arena de Séoul. Le groupe a ensuite tenu le concert à l'étranger à Tokyo, Mexico, Santiago, São Paulo, Taipei et Hong Kong en 2025

## Membres
| Nom de scène | Nom de scène | Nom de naissance     | Nom de naissance  | Date de naissance | Nationalité                |
| Romanisé     | Coréen       | Romanisé             | Coréen            | Date de naissance | Nationalité                |
| ------------ | ------------ | -------------------- | ----------------- | ----------------- | -------------------------- |
| Lily         | 릴리         | Lily Jin Park Morrow | 릴리 진 박 머로우 | 17 octobre 2002   | Australienne/ Sud-coréenne |
| Haewon       | 해원         | Oh Hae-won           | 오해원            | 25 février 2003   | Sud-coréenne               |
| Sullyoon     | 설윤         | Seol Yoon-a          | 설윤아            | 26 janvier 2004   | Sud-coréenne               |
| Bae          | 배이         | Bae Jin-sol          | 배진솔            | 28 décembre 2004  | Sud-coréenne               |
| Jiwoo        | 지우         | Kim Ji-woo           | 김지우            | 13 avril 2005     | Sud-coréenne               |
| Kyujin       | 규진         | Jang Gyu-jin         | 장규진            | 26 mai 2006       | Sud-coréenne               |

### Ancien membre
| Nom de scène | Nom de scène | Nom de naissance | Nom de naissance | Date de naissance | Nationalité  | Date de départ  |
| Romanisé     | Coréen       | Romanisé         | Coréen           | Date de naissance | Nationalité  | Date de départ  |
| ------------ | ------------ | ---------------- | ---------------- | ----------------- | ------------ | --------------- |
| Jinni        | 지니         | Choi Yun-jin     | 최윤진           | 16 avril 2004     | Sud-coréenne | 9 décembre 2022 |

## Discographie

### EP
| Année                                                                       | Titre            | Détails                                                                         | Classements | Classements | Classements | Classements | Ventes                                         |
| Année                                                                       | Titre            | Détails                                                                         | COR         | JAP         | FRA         | USA         | Ventes                                         |
| --------------------------------------------------------------------------- | ---------------- | ------------------------------------------------------------------------------- | ----------- | ----------- | ----------- | ----------- | ---------------------------------------------- |
| 2023                                                                        | Expérgo          | - Date de sortie : 20 mars 2023 - Label : SQU4D (JYP Ent.), The Orchard         | 2           | 10          | —           | 122         | - COR : plus de 953 000 - JAP : plus de 10 000 |
| 2024                                                                        | Fe3O4: Break     | - Date de sortie : 15 janvier 2024 - Label : SQU4D (JYP Ent.), Republic Records | 1           | 16          | 185         | 171         | - COR : plus de 776 000 - JAP : plus de 5 900  |
| 2024                                                                        | Fe3O4: Stick Out | - Date de sortie : 19 août 2024 - Label : SQU4D (JYP Ent.), Republic Records    | 1           | 27          | —           | —           | - COR : plus de 647 000 - JAP : plus de 3 200  |
| 2025                                                                        | Fe3O4: Forward   | - Date de sortie : 17 mars 2025 - Label : SQU4D (JYP Ent.), Republic Records    | 1           | —           | —           | —           | - COR : plus de 728 000 - JAP : plus de 1 100  |
| "—" indique que l'album ne s'est pas classé ou n'est pas sorti dans ce pays |                  |                                                                                 |             |             |             |             |                                                |

### Single albums
| Année | Titre                     | Détails                                                                         | Classement | Ventes                  |
| Année | Titre                     | Détails                                                                         | COR        | Ventes                  |
| ----- | ------------------------- | ------------------------------------------------------------------------------- | ---------- | ----------------------- |
| 2022  | Ad Mare                   | - Date de sortie : 22 février 2022 - Label : SQU4D (JYP Ent.)                   | 1          | - COR : plus de 498 000 |
| 2022  | Entwurf                   | - Date de sortie : 19 septembre 2022 - Label : SQU4D (JYP Ent.)                 | 1          | - COR : plus de 562 000 |
| 2023  | A Midsummer NMIXX’s Dream | - Date de sortie : 11 juillet 2023 - Label : SQU4D (JYP Ent.), Republic Records | 3          | - COR : plus de 847 000 |

### Singles
| Année                                                            | Titre                   | Meilleures positions | Meilleures positions | Meilleures positions | Album                     |
| Année                                                            | Titre                   | COR                  | JAP                  | MON                  | Album                     |
| ---------------------------------------------------------------- | ----------------------- | -------------------- | -------------------- | -------------------- | ------------------------- |
| 2022                                                             | O.O                     | 81                   | 42                   | 138                  | Ad Mare                   |
| 2022                                                             | Dice                    | 49                   | 56                   | 155                  | Entwurf                   |
| 2022                                                             | Funky Glitter Christmas | —                    | —                    | —                    | Hors album                |
| 2023                                                             | Young, Dumb, Stupid     | 50                   | —                    | —                    | Expérgo                   |
| 2023                                                             | Love Me Like This       | 11                   | —                    | —                    | Expérgo                   |
| 2023                                                             | Roller Coaster          | 100                  | —                    | —                    | A Midsummer NMIXX’s Dream |
| 2023                                                             | Party O'Clock           | 139                  | —                    | —                    | A Midsummer NMIXX’s Dream |
| 2023                                                             | Soñar (Breaker)         | 111                  | —                    | —                    | Fe3O4: Break              |
| 2024                                                             | Dash                    | 75                   | —                    | —                    | Fe3O4: Break              |
| 2024                                                             | See that? (별별별)      | 23                   | —                    | —                    | Fe3O4: Stick Out          |
| 2025                                                             | High Horse              | —                    | —                    | —                    | Fe3O4: Forward            |
| 2025                                                             | Know About Me           | 78                   | —                    | —                    | Fe3O4: Forward            |
| "—" indique que le single ne s'est pas classé dans cette région. |                         |                      |                      |                      |                           |

## Tournées
| Année     | Année                                               | Dates | Pays                                                                               | Réf.   |
| --------- | --------------------------------------------------- | ----- | ---------------------------------------------------------------------------------- | ------ |
| 2023–2024 | 1st Fan Concert : NMIXX Change Up : MIXX University | 8     | Corée du Sud, Hong Kong, Taïwan, Macao                                             | [ 45 ] |
| 2024–2025 | 2nd Fan Concert : NMIXX Change Up : MIXX Lab        | 17    | Corée du Sud, Japon, Mexique, Chili, Brésil, Taïwan, Hong Kong, Philippines, Macao | [ 46 ] |

## Distinctions
- MAMA Awards 2022 : Favorite New Artist[47]
- Asia Artist Awards 2022 : New Wave Award[48]
- The Fact Music Awards 2023 : Artiste de l'année (Bonsang)[49]